# Lancashire
Lancashire je anglické nemetropolitní, ceremoniální a tradiční hrabství. Hrabství se nachází na severozápadě Anglie. Správním centrem je město Preston, tradičním hlavním městem hrabství je ale Lancaster.

## Administrativní členění
Hrabství se dělí na 14 distriktů:
1. West Lancashire
2. Chorley
3. South Ribble
4. Fylde
5. Preston
6. Wyre
7. City of Lancaster
8. Ribble Valley
9. Pendle
10. Burnley
11. Rossendale
12. Hyndburn
13. Blackpool (unitary authority)
14. Blackburn with Darwen (unitary authority)